# 哨棚嘴遺址
哨棚嘴遺址位於重慶市忠縣忠州鎮紅星村五組，是㽏井口遺址群的一部分，文物遺址年代為新石器時代至漢代，2000年9月7日列為第一批重慶市文物保護單位。